# Liste des candidats à l'élection générale québécoise de 2012
Cette liste des candidats à la élection générale québécoise 2012 indique les personnes dont la candidature a été confirmée pour l'élection générale québécoise de 2012. Les circonscriptions sont classées par région administrative.
La présente liste des candidats a été compilée avec la liste officielle publiée le 18 août 2012 par le Directeur général des élections du Québec.
| Aller aux circonscriptions d'une région |
| --- |
| Abitibi-Témiscamingue • Bas-Saint-Laurent • Capitale-Nationale • Chaudière-Appalaches • Centre-du-Québec Côte-Nord • Estrie • Gaspésie–Îles-de-la-Madeleine • Laval • Lanaudière • Laurentides • Mauricie • Montérégie • Montréal • Nord-du-Québec • Outaouais • Saguenay–Lac-Saint-Jean • |
| Aller directement à une circonscription |
| Abitibi-Est • Abitibi-Ouest • Acadie • Anjou–Louis-Riel • Argenteuil • Arthabaska • Beauce-Nord • Beauce-Sud • Beaucharnois • Bellechasse • Berthier • Bertrand • Blainville • Bonaventure • Borduas • Bourassa-Sauvé • Bourget • Brome-Missisquoi • Chambly • Champlain • Chapleau • Charlesbourg • Charlevoix–Côte-de-Beaupré • Châteaugay • Chauveau • Chicoutimi • Chomedey • Chutes-de-la-Chaudière • Côte-du-Sud • Crémazie • D'Arcy-McGee • Deux-Montagnes • Drummond–Bois-Francs • Dubuc • Duplessis • Fabre • Frontenac • Gaspé • Gatineau • Gouin • Granby Groulx • Hochelaga-Maisonneuve • Hull • Huntingdon • Iberville • Îles-de-la-Madeleine • Jacques-Cartier • Jean-Lesage • Jeanne-Mance–Viger • Jean-Talon • Johnson • Joliette • Jonquière • Labelle • Lac-Saint-Jean • LaFontaine • La Peltrie • La Pinière • Laporte • La Prairie • L'Assomption • Laurier-Dorion • Laval-des-Rapides • Laviolette • Lévis • Lotbinière-Frontenac • Louis-Hébert • Marguerite-Bourgeoys • Marie-Victorin • Marquette • Maskinongé • Masson • Matane-Matapédia • Mégantic • Mercier • Milles-Îles • Mirabel • Montarville • Montmorency • Mont-Royal • Nelligan • Nicolet-Bécancour • Notre-Dame-de-Grâce • Orford • Outremont • Papineau • Pointe-aux-Trembles • Pontiac • Portneuf • René-Lévesque • Repentigny • Richelieu • Richmond • Rimouski • Rivière-du-Loup–Témiscouata • Robert-Baldwin • Roberval • Rosemont • Rousseau • Rouyn-Noranda–Témiscamingue • Saint-François • Saint-Henri–Sainte-Anne • Saint-Hyacinthe • Saint-Jean • Saint-Jérôme • Saint-Laurent • Sainte-Marie–Saint-Jacques • Saint-Maurice • Sainte-Rose • Sanguinet • Sherbrooke • Soulanges • Taillon • Taschereau • Terrebonne • Trois-Rivières • Ungava • Vachon • Vanier-Les Rivières • Vaudreuil • Verchères • Verdun • Viau • Vimont • Westmount–Saint-Louis |

## Statistiques
| Parti | Parti                                               | Chef                           | Candidats |
| ----- | --------------------------------------------------- | ------------------------------ | --------- |
|       | Parti libéral du Québec                             | Jean Charest                   | 125       |
|       | Parti québécois                                     | Pauline Marois                 | 125       |
|       | Coalition avenir Québec - L'équipe François Legault | François Legault               | 125       |
|       | Québec solidaire                                    | Françoise David et Amir Khadir | 124       |
|       | Option nationale                                    | Jean-Martin Aussant            | 120       |
|       | Parti vert du Québec                                | Claude Sabourin                | 66        |
|       | Coalition pour la constituante                      | Marc Fafard                    | 29        |
|       | Parti conservateur du Québec                        | Luc Harvey                     | 27        |
|       | Parti marxiste-léniniste du Québec                  | Pierre Chénier                 | 25        |
|       | Union citoyenne du Québec                           | Alexis St-Gelais               | 20        |
|       | Équipe autonomiste                                  | Guy Boivin                     | 17        |
|       | Parti unité nationale                               | Paul Biron                     | 12        |
|       | Parti indépendantiste (2008)                        | Michel Lepage                  | 10        |
|       | Parti nul                                           | Renaud Blais                   | 10        |
|       | Parti de la classe moyenne du Québec                | Jean Lavoie                    | 7         |
|       | Bloc pot                                            | Hugô St-Onge                   | 2         |
|       | Parti équitable                                     | Yvan Rodrigue                  | 1         |
|       | Québec - Révolution démocratique                    | Robert Genesse                 | 1         |
|       | Indépendant                                         | Indépendant                    | 43        |
|       | Sans désignation                                    | Sans désignation               | 3         |
| Total | Total                                               | Total                          | 892       |

## Bas-Saint-Laurent
|  | Nom               | Parti              |
|  | ----------------- | ------------------ |
|  | François Lagacé   | Coalition avenir   |
|  | Serge Lévesque    | Équipe autonomiste |
|  | Josée Michaud     | Québec solidaire   |
|  | Norbert Morin     | Libéral            |
|  | Marc-André Robert | Option nationale   |
|  | André Simard      | Parti québécois    |

|  | Nom                  | Parti              |
|  | -------------------- | ------------------ |
|  | Geneviève Allard     | Option nationale   |
|  | Diane Bélanger       | Québec solidaire   |
|  | Pascal Bérubé        | Parti québécois    |
|  | Pierre D'Amours      | Coalition avenir   |
|  | Lise Deschênes       | Vert               |
|  | Pascal Gauthier      | Équipe autonomiste |
|  | Jean-Clément Ouellet | Libéral            |

|  | Nom                       | Parti            |
|  | ------------------------- | ---------------- |
|  | Pierre Beaudoin           | Option nationale |
|  | Renaud Blais              | Parti nul        |
|  | Jean-Paul Carrier         | Coalition avenir |
|  | Rosalie Carrier Cyr       | Québec solidaire |
|  | Raymond Giguère           | Libéral          |
|  | Clément Pelletier         | Vert             |
|  | Irvin Pelletier (sortant) | Parti québécois  |

|  | Nom                    | Parti                  |
|  | ---------------------- | ---------------------- |
|  | Jean D'Amour (sortant) | Libéral                |
|  | Michel Lagacé          | Parti québécois        |
|  | Stacy Larouche         | Québec solidaire       |
|  | Gaétan Lavoie          | Coalition avenir       |
|  | Nadia Pelletier        | Vert                   |
|  | Sylvain Potvin         | Coalition constituante |
|  | Jonathan St-Pierre     | Option nationale       |

## Saguenay–Lac-Saint-Jean
|  | Nom                         | Parti            |
|  | --------------------------- | ---------------- |
|  | Stéphane Bédard (sortant)   | Parti québécois  |
|  | Alix Boivin                 | Coalition avenir |
|  | Catherine Bouchard-Tremblay | Option nationale |
|  | Pierre Dostie               | Québec solidaire |
|  | Simon Lavoie                | Classe moyenne   |
|  | Carol Néron                 | Libéral          |

|  | Nom                         | Parti            |
|  | --------------------------- | ---------------- |
|  | Marie Francine Bienvenue    | Québec solidaire |
|  | Jean-Marie Claveau          | Parti québécois  |
|  | David Girard                | Option nationale |
|  | Serge Simard (sortant)      | Libéral          |
|  | Charles-Olivier B. Tremblay | Indépendant      |
|  | François Tremblay           | Coalition avenir |
|  | Pascal Tremblay             | Indépendant      |

|  | Nom                          | Parti            |
|  | ---------------------------- | ---------------- |
|  | Réjean Dumais                | Québec solidaire |
|  | Tommy Gagnon                 | Indépendant      |
|  | Sylvain Gaudreault (sortant) | Parti québécois  |
|  | Martine Girard               | Libéral          |
|  | Alain Létourneau             | Parti nul        |
|  | Sébastien Lévesque           | Option nationale |
|  | Pierre-Olivier Simard        | Coalition avenir |
|  | Alexis St-Gelais             | Union citoyenne  |

|  | Nom                          | Parti            |
|  | ---------------------------- | ---------------- |
|  | Matthew Babin                | Bloc pot         |
|  | France Bergeron              | Vert             |
|  | Jeannot Boulianne            | Libéral          |
|  | Alexandre Cloutier (sortant) | Parti québécois  |
|  | Frédérick Plamondon          | Québec solidaire |
|  | Jordan Racine                | Option nationale |
|  | Michel Simard                | Coalition avenir |

|  | Nom                         | Parti            |
|  | --------------------------- | ---------------- |
|  | Olivier Bouchard-Lamontagne | Québec solidaire |
|  | Catherine Douesnard         | Option nationale |
|  | Alain Hamel                 | Coalition avenir |
|  | Georges Simard              | Libéral          |
|  | Denis Trottier (sortant)    | Parti québécois  |

## Capitale-Nationale
|  | Nom                     | Parti              |
|  | ----------------------- | ------------------ |
|  | Pierre Chénier          | Marxiste-léniniste |
|  | Guillaume Cyr           | Option nationale   |
|  | Marie Céline Domingue   | Québec solidaire   |
|  | Christophe Fortier Guay | Parti québécois    |
|  | Daniel Lachance         | Unité nationale    |
|  | Yves Marier             | Équipe autonomiste |
|  | Jérôme Paquin           | Parti nul          |
|  | Alain Pérusse           | Indépendant        |
|  | Michel Pigeon (sortant) | Libéral            |
|  | Denise Trudel           | Coalition avenir   |

|  | Nom                      | Parti                  |
|  | ------------------------ | ---------------------- |
|  | André Jacob              | Québec solidaire       |
|  | Daniel Laforest          | Coalition constituante |
|  | Ian Latrémouille         | Coalition avenir       |
|  | Pauline Marois (sortant) | Parti québécois        |
|  | Claire Rémillard         | Libéral                |
|  | Pierre Tremblay          | Option nationale       |

|  | Nom                      | Parti              |
|  | ------------------------ | ------------------ |
|  | Marie-Ève Bédard         | Libéral            |
|  | Sébastien Bouchard       | Québec solidaire   |
|  | Marie-Ève D’Ascola       | Parti québécois    |
|  | Gérard Deltell (sortant) | Coalition avenir   |
|  | Ariane Grondin           | Option nationale   |
|  | Normand Michaud          | Équipe autonomiste |
|  | Sylvain Rancourt         | Classe moyenne     |
|  | Noémie Rocque            | Union citoyenne    |
|  | Gaétan Roy               | Conservateur       |

|  | Nom                    | Parti              |
|  | ---------------------- | ------------------ |
|  | Simon Beaudoin         | Union citoyenne    |
|  | Pierre Châteauvert     | Parti québécois    |
|  | André Drolet (sortant) | Libéral            |
|  | Élaine Hémond          | Québec solidaire   |
|  | Johanne Lapointe       | Coalition avenir   |
|  | Debelle Michel         | Indépendant        |
|  | Claude Moreau          | Marxiste-léniniste |
|  | Steve Nadeau           | Équipe autonomiste |
|  | Christian St-Pierre    | Option nationale   |
|  | Oxana Vassiltchenko    | Unité nationale    |

|  | Nom                     | Parti              |
|  | ----------------------- | ------------------ |
|  | Hugues Beaulieu         | Coalition avenir   |
|  | Yves Bolduc (sortant)   | Libéral            |
|  | Emilie Guimond-Bélanger | Québec solidaire   |
|  | Guillaume Langlois      | Option nationale   |
|  | Neko Likongo            | Parti québécois    |
|  | Stéphane Pouleur        | Équipe autonomiste |

|  | Nom                    | Parti              |
|  | ---------------------- | ------------------ |
|  | Éric Caire (sortant)   | Coalition avenir   |
|  | Charlotte Cyr          | Équipe autonomiste |
|  | Alexandre Desmeules    | Option nationale   |
|  | Jean-François Gosselin | Libéral            |
|  | Brigitte Hannequin     | Québec solidaire   |
|  | Jean-Luc Jolivet       | Parti québécois    |
|  | Anthony Leclerc        | Indépendant        |

|  | Nom                 | Parti                  |
|  | ------------------- | ---------------------- |
|  | Guillaume Boivin    | Québec solidaire       |
|  | Rosette Côté        | Parti québécois        |
|  | Guillaume Dion      | Coalition constituante |
|  | Véronique Durand    | Conservateur           |
|  | Hugues Fortin       | Équipe autonomiste     |
|  | Maxime Guérin       | Union citoyenne        |
|  | Sam Hamad (sortant) | Libéral                |
|  | Michel Hamel        | Coalition avenir       |
|  | Julie Lachance      | Parti nul              |
|  | Sol Zanetti         | Option nationale       |

|  | Nom                       | Parti                        |
|  | ------------------------- | ---------------------------- |
|  | Maryse Belley             | Équipe autonomiste           |
|  | Raymond Bernier (sortant) | Libéral                      |
|  | Jean Bouchard             | Option nationale             |
|  | Lucie Charbonneau         | Québec solidaire             |
|  | Luc Duranleau             | Parti indépendantiste (2008) |
|  | Jean Lavoie               | Classe moyenne               |
|  | Michel Létourneau         | Parti québécois              |
|  | Martin Roussel            | Indépendant                  |
|  | Michelyne C. St-Laurent   | Coalition avenir             |

|  | Nom                    | Parti            |
|  | ---------------------- | ---------------- |
|  | Sylvie Gagné           | Conservateur     |
|  | Marianne Garnier       | Option nationale |
|  | Raphaël Langevin       | Québec solidaire |
|  | Jacques Marcotte       | Coalition avenir |
|  | Michel Matte (sortant) | Libéral          |
|  | René Perreault         | Parti québécois  |
|  | Yves St-Amant          | Indépendant      |

|  | Nom                     | Parti                  |
|  | ----------------------- | ---------------------- |
|  | Mario Asselin           | Coalition avenir       |
|  | Guy Boivin              | Équipe autonomiste     |
|  | Catherine Dorion        | Option nationale       |
|  | Clément Gignac          | Libéral                |
|  | Agnès Maltais (sortant) | Parti québécois        |
|  | Serge Roy               | Québec solidaire       |
|  | Jean-Luc Savard         | Parti nul              |
|  | François Tremblay       | Coalition constituante |

|  | Nom                    | Parti              |
|  | ---------------------- | ------------------ |
|  | Daniel Brisson         | Conservateur       |
|  | Jean Cloutier          | Vert               |
|  | Carl Côté              | Indépendant        |
|  | Marc Dean              | Parti québécois    |
|  | Mathieu Fillion        | Option nationale   |
|  | Patrick Huot (sortant) | Libéral            |
|  | Sylvain Lévesque       | Coalition avenir   |
|  | Jean-François Morency  | Équipe autonomiste |
|  | Monique Voisine        | Québec solidaire   |

## Mauricie
|  | Nom                        | Parti              |
|  | -------------------------- | ------------------ |
|  | Noëlla Champagne (sortant) | Parti québécois    |
|  | Pierre Jackson             | Coalition avenir   |
|  | Émilie Joly                | Option nationale   |
|  | Eric L'Abbée               | Indépendant        |
|  | Yves Sansregret            | Québec solidaire   |
|  | Jessy Trottier             | Équipe autonomiste |
|  | Marc-Antoine Trudel        | Libéral            |

|  | Nom                    | Parti              |
|  | ---------------------- | ------------------ |
|  | André Beaudoin         | Parti québécois    |
|  | Jean-Paul Bédard       | Marxiste-léniniste |
|  | Julie Boulet (sortant) | Libéral            |
|  | Jean-François Dubois   | Québec solidaire   |
|  | Jean Marceau           | Indépendant        |
|  | Sylvain Medzalabenleth | Coalition avenir   |
|  | Gabriel Pelland        | Option nationale   |

|  | Nom                         | Parti                  |
|  | --------------------------- | ---------------------- |
|  | Jean Damphousse             | Coalition avenir       |
|  | Linda Delmé                 | Classe moyenne         |
|  | Jean-Paul Diamond (sortant) | Libéral                |
|  | Marie Anny Gosselin         | Coalition constituante |
|  | Patrick Lahaie              | Parti québécois        |
|  | Didier Provencher           | Équipe autonomiste     |
|  | Laurence J. Requilé         | Vert                   |
|  | Julie Veilleux              | Québec solidaire       |
|  | Émilie Viau-Drouin          | Option nationale       |

|  | Nom                  | Parti            |
|  | -------------------- | ---------------- |
|  | Marie-Paule Bertrand | Indépendant      |
|  | Pierre Giguère       | Coalition avenir |
|  | Luc Lafrance         | Québec solidaire |
|  | Nathalie Lortie      | Option nationale |
|  | Gilles Noël          | Unité nationale  |
|  | Robert Pilotte       | Libéral          |
|  | Luc Trudel           | Parti québécois  |

|  | Nom                         | Parti              |
|  | --------------------------- | ------------------ |
|  | Djemila Benhabib            | Parti québécois    |
|  | Andrew D'Amours             | Coalition avenir   |
|  | Robert Deschamps            | Indépendant        |
|  | Jean-Claude Landry          | Québec solidaire   |
|  | Kathie Mc Nicoll            | Équipe autonomiste |
|  | Charles-Hugo Normand        | Option nationale   |
|  | Danielle St-Amand (sortant) | Libéral            |

## Estrie
|  | Nom                      | Parti                  |
|  | ------------------------ | ---------------------- |
|  | Gilles Alarie            | Indépendant            |
|  | Jean-Pierre Dufault      | Indépendant            |
|  | Dominique Favreau        | Coalition constituante |
|  | Richard Leclerc          | Parti québécois        |
|  | Benoit Legault           | Coalition avenir       |
|  | Louise Martineau         | Vert                   |
|  | Patrick Melchior         | Option nationale       |
|  | Pierre Paradis (sortant) | Libéral                |
|  | Jacques Pipon            | Conservateur           |
|  | Benoit Van Caloen        | Québec solidaire       |

- Voir Johnson dans la section Montérégie

|  | Nom                        | Parti            |
|  | -------------------------- | ---------------- |
|  | Jacques Audet              | Indépendant      |
|  | Gloriane Blais             | Parti québécois  |
|  | Ghislain Bolduc            | Libéral          |
|  | Raymonde Lapointe          | Coalition avenir |
|  | William Leclerc Bellavance | Québec solidaire |
|  | Jean-Luc Perron            | Indépendant      |
|  | Jasmin Roy-Rouleau         | Option nationale |

|  | Nom                   | Parti                  |
|  | --------------------- | ---------------------- |
|  | Michel Breton         | Parti québécois        |
|  | Guillaume Corriveau   | Vert                   |
|  | Jean L'Écuyer         | Coalition avenir       |
|  | Marie-Hélène Martin   | Option nationale       |
|  | Pierre Reid (sortant) | Libéral                |
|  | Patricia Tremblay     | Québec solidaire       |
|  | Serge Trottier        | Coalition constituante |

- Voir Richmond dans la section Centre-du-Québec

|  | Nom                 | Parti            |
|  | ------------------- | ---------------- |
|  | Éric Giroux         | Coalition avenir |
|  | Nathalie Goguen     | Libéral          |
|  | Lindsay-Jane Gowman | Vert             |
|  | Réjean Hébert       | Parti québécois  |
|  | Lionel Lambert      | Unité nationale  |
|  | Gaby Machabée       | Option nationale |
|  | André Poulin        | Québec solidaire |

|  | Nom                    | Parti                        |
|  | ---------------------- | ---------------------------- |
|  | Évelyne Beaudin        | Option nationale             |
|  | Christian Bibeau       | Québec solidaire             |
|  | Serge Cardin           | Parti québécois              |
|  | Jean Charest (sortant) | Libéral                      |
|  | Christian Clavet       | Parti indépendantiste (2008) |
|  | Philippe Girard        | Coalition avenir             |
|  | Suzanne Richer         | Vert                         |

## Montréal
|  | Nom                           | Parti            |
|  | ----------------------------- | ---------------- |
|  | Abel-Claude Arslanian         | Coalition avenir |
|  | Rachid Bandou                 | Parti québécois  |
|  | Marianne Breton-Fontaine      | Québec solidaire |
|  | Sébastien Croteau             | Option nationale |
|  | Christine St-Pierre (sortant) | Libéral          |

|  | Nom                      | Parti                  |
|  | ------------------------ | ---------------------- |
|  | Richard Campeau          | Coalition avenir       |
|  | Raphaël Couture          | Option nationale       |
|  | Marlène Lessard          | Québec solidaire       |
|  | Martine Roux             | Parti québécois        |
|  | Samuel Stohl             | Coalition constituante |
|  | Linda Sullivan           | Marxiste-léniniste     |
|  | Lise Thériault (sortant) | Libéral                |

|  | Nom                     | Parti            |
|  | ----------------------- | ---------------- |
|  | Rita de Santis          | Libéral          |
|  | Marianne Dessureault    | Parti québécois  |
|  | Éric Jr. Guerra-Grenier | Vert             |
|  | Nancy Lavallée          | Option nationale |
|  | Louis Pelletier         | Coalition avenir |
|  | Will Prosper            | Québec solidaire |

|  | Nom                  | Parti                        |
|  | -------------------- | ---------------------------- |
|  | Mario Bentrovato     | Coalition avenir             |
|  | Claude Brunelle      | Marxiste-léniniste           |
|  | Gilbert Caron        | Vert                         |
|  | Patrice Gagnon       | Québec solidaire             |
|  | Maka Kotto (sortant) | Parti québécois              |
|  | Dave McMahon         | Libéral                      |
|  | Gaston Savard        | Unité nationale              |
|  | Jan Stohl            | Coalition constituante       |
|  | Sylvie R. Tremblay   | Parti indépendantiste (2008) |
|  | Paolo Zambito        | Option nationale             |

|  | Nom                    | Parti            |
|  | ---------------------- | ---------------- |
|  | Eleni Bakopanos        | Libéral          |
|  | Diane De Courcy        | Parti québécois  |
|  | Carla El-Ghandour      | Coalition avenir |
|  | André Frappier         | Québec solidaire |
|  | Yves Laporte           | Vert             |
|  | Yanek Lauzière-Fillion | Option nationale |

|  | Nom                           | Parti            |
|  | ----------------------------- | ---------------- |
|  | Guy Amyot                     | Parti québécois  |
|  | Émilie Beauchesne             | Québec solidaire |
|  | Lawrence S. Bergman (sortant) | Libéral          |
|  | Sophie Leroux                 | Coalition avenir |
|  | Abraham Weizfeld              | Indépendant      |

|  | Nom                      | Parti            |
|  | ------------------------ | ---------------- |
|  | Françoise David          | Québec solidaire |
|  | Anson Duran              | Libéral          |
|  | Nicolas Girard (sortant) | Parti québécois  |
|  | Gilles Guibord           | Unité nationale  |
|  | Bernard Labadie          | Coalition avenir |
|  | Sameer Muldeen           | Vert             |

|  | Nom                      | Parti                        |
|  | ------------------------ | ---------------------------- |
|  | Christine Dandenault     | Marxiste-léniniste           |
|  | Alexandre Farley         | Libéral                      |
|  | Jean-François Jetté      | Coalition constituante       |
|  | Nicholas Kulak           | Vert                         |
|  | André Lamy               | Option nationale             |
|  | Alexandre Leduc          | Québec solidaire             |
|  | David Monette            | Coalition avenir             |
|  | Carole Poirier (sortant) | Parti québécois              |
|  | Denis Poulin             | Parti nul                    |
|  | Serge Provost            | Parti indépendantiste (2008) |

|  | Nom                        | Parti            |
|  | -------------------------- | ---------------- |
|  | François-Xavier Charlebois | Québec solidaire |
|  | Olivier Gendreau           | Parti québécois  |
|  | Paola L. Hawa              | Coalition avenir |
|  | Raphael Hébert             | Option nationale |
|  | Francis Juneau             | Indépendant      |
|  | Geoffrey Kelley (sortant)  | Libéral          |
|  | Ágnes Mina Barti           | Union citoyenne  |
|  | Alex Tyrrell               | Vert             |

|  | Nom                         | Parti              |
|  | --------------------------- | ------------------ |
|  | Nicolas Bonami              | Parti québécois    |
|  | Garnet Colly                | Marxiste-léniniste |
|  | Jean-François Gagné         | Coalition avenir   |
|  | Marie-Chantal Locas         | Québec solidaire   |
|  | Filomena Rotiroti (sortant) | Libéral            |
|  | Julie Surprenant            | Option nationale   |

|  | Nom                    | Parti            |
|  | ---------------------- | ---------------- |
|  | Gaëtan Bérard          | Vert             |
|  | Marc Boulerice         | Parti québécois  |
|  | Dominico Cavaliere     | Coalition avenir |
|  | Christine Filiatrault  | Québec solidaire |
|  | Steven Hombrados       | Union citoyenne  |
|  | Patrice Raza           | Conservateur     |
|  | Maxime St-Arnault      | Option nationale |
|  | Marc Tanguay (sortant) | Libéral          |

|  | Nom                        | Parti                  |
|  | -------------------------- | ---------------------- |
|  | Badiona Bazin              | Parti québécois        |
|  | David H. Cherniak          | Indépendant            |
|  | Michel Dugré               | Sans désignation       |
|  | Andrés Fontecilla          | Québec solidaire       |
|  | Marie-Josée Godbout        | Coalition avenir       |
|  | Peter Macrisopoulos        | Marxiste-léniniste     |
|  | Yves Pageau                | Coalition constituante |
|  | Danny Polifroni            | Vert                   |
|  | Gerry Sklavounos (sortant) | Libéral                |
|  | Miguel Tremblay            | Option nationale       |

|  | Nom                 | Parti              |
|  | ------------------- | ------------------ |
|  | Michel Delisle      | Coalition avenir   |
|  | Yves Le Seigle      | Marxiste-léniniste |
|  | Yebo Romaric Okou   | Québec solidaire   |
|  | Véronique Pelletier | Option nationale   |
|  | Robert Poeti        | Libéral            |
|  | Jessica Riggi       | Parti québécois    |

|  | Nom                       | Parti            |
|  | ------------------------- | ---------------- |
|  | Claudelle Cyr             | Québec solidaire |
|  | Étienne Gougoux           | Parti québécois  |
|  | François Ouimet (sortant) | Libéral          |
|  | John Symon                | Vert             |
|  | Victor A. Tan             | Coalition avenir |
|  | Patrick Valois            | Option nationale |

|  | Nom                   | Parti            |
|  | --------------------- | ---------------- |
|  | Julie Boncompain      | Coalition avenir |
|  | Amir Khadir (sortant) | Québec solidaire |
|  | David Kovacs          | Vert             |
|  | Anne Pâquet           | Libéral          |
|  | Nic Payne             | Option nationale |
|  | Jean Poirier          | Parti québécois  |

|  | Nom                     | Parti                  |
|  | ----------------------- | ---------------------- |
|  | Pierre Arcand (sortant) | Libéral                |
|  | Marc-André Beauchamp    | Québec solidaire       |
|  | Guillaume Blanchet      | Option nationale       |
|  | Amal Bouchentouf        | Coalition constituante |
|  | Diane Johnston          | Marxiste-léniniste     |
|  | Ken McMurray            | Vert                   |
|  | André Normandeau        | Parti québécois        |
|  | Stefan Stanczykowski    | Coalition avenir       |

|  | Nom                        | Parti            |
|  | -------------------------- | ---------------- |
|  | Marcos Archambault         | Parti québécois  |
|  | Philippe Boileau           | Coalition avenir |
|  | Kristianne Brunet          | Vert             |
|  | Yolande James (sortant)    | Libéral          |
|  | François Landry            | Option nationale |
|  | Jean-Dominic Lévesque-René | Union citoyenne  |
|  | Elahé Machouf              | Québec solidaire |

|  | Nom                     | Parti              |
|  | ----------------------- | ------------------ |
|  | Rachel Hoffman          | Marxiste-léniniste |
|  | Sylvain Labranche       | Option nationale   |
|  | David Mandel            | Québec solidaire   |
|  | Angely Pacis            | Coalition avenir   |
|  | Claude Sabourin         | Vert               |
|  | Olivier Sirard          | Parti québécois    |
|  | Kathleen Weil (sortant) | Libéral            |

|  | Nom                       | Parti                  |
|  | ------------------------- | ---------------------- |
|  | Raymond Bachand (sortant) | Libéral                |
|  | Roxanne Gendron           | Parti québécois        |
|  | Édith Laperle             | Québec solidaire       |
|  | Mathieu Marcil            | Parti nul              |
|  | Claude Michaud            | Coalition avenir       |
|  | Jonathan Moffatt          | Union citoyenne        |
|  | Luc Séguin                | Option nationale       |
|  | Olga Sharonova            | Coalition constituante |

|  | Nom                        | Parti                        |
|  | -------------------------- | ---------------------------- |
|  | Guy Boutin                 | Coalition avenir             |
|  | Gérald Briand              | Parti indépendantiste (2008) |
|  | Jessica Cialdella          | Libéral                      |
|  | Natacha Larocque           | Québec solidaire             |
|  | Nicole Léger (sortant)     | Parti québécois              |
|  | Geneviève Royer            | Marxiste-léniniste           |
|  | Jean-Marcel Seck           | Indépendant                  |
|  | Guillaume Simard L'Heureux | Option nationale             |

|  | Nom                    | Parti            |
|  | ---------------------- | ---------------- |
|  | Fredrick-Anthony Ghali | Union citoyenne  |
|  | Sarah Landry           | Québec solidaire |
|  | Pierre Marsan          | Libéral          |
|  | Mathieu Mireault       | Vert             |
|  | Alexandre Pagé-Chassé  | Parti québécois  |
|  | Toni Rinow             | Coalition avenir |
|  | Sophie Turcot          | Option nationale |

|  | Nom                      | Parti                  |
|  | ------------------------ | ---------------------- |
|  | Stéphane Chénier         | Marxiste-léniniste     |
|  | Léo Fradette             | Coalition avenir       |
|  | Daniel Guersan           | Coalition constituante |
|  | Johanne Lavoie           | Option nationale       |
|  | Jean-François Lisée      | Parti québécois        |
|  | Madwa-Nika Phanord-Cadet | Libéral                |
|  | François Saillant        | Québec solidaire       |
|  | Raynald St-Onge          | Bloc pot               |

|  | Nom                | Parti              |
|  | ------------------ | ------------------ |
|  | Cédrick Beauregard | Coalition avenir   |
|  | Daniel Breton      | Parti québécois    |
|  | Étienne Collins    | Libéral            |
|  | Edson Emilio       | Union citoyenne    |
|  | Jean-Marc Labrèche | Indépendant        |
|  | Serge Lachapelle   | Marxiste-léniniste |
|  | Manon Massé        | Québec solidaire   |
|  | Denis Monière      | Option nationale   |
|  | Dimitri Mourkes    | Indépendant        |
|  | Louis Provencher   | Classe moyenne     |

|  | Nom                        | Parti            |
|  | -------------------------- | ---------------- |
|  | Joakim Beaupré             | Coalition avenir |
|  | Marguerite Blais (sortant) | Libéral          |
|  | Nicolas Boisclair          | Québec solidaire |
|  | Andrzej Jastrzebski        | Unité nationale  |
|  | Luc Lefebvre               | Option nationale |
|  | Sophie Stanké              | Parti québécois  |

|  | Nom                    | Parti              |
|  | ---------------------- | ------------------ |
|  | Maxime Bellerose       | Option nationale   |
|  | Fernand Deschamps      | Marxiste-léniniste |
|  | Jean-Marc Fournier     | Libéral            |
|  | Roger Gagnon           | Parti québécois    |
|  | Brian Jenkins          | Unité nationale    |
|  | Pierre Etienne Loignon | Vert               |
|  | George Manolikakis     | Coalition avenir   |
|  | Marie Josèphe Pigeon   | Québec solidaire   |

|  | Nom                              | Parti              |
|  | -------------------------------- | ------------------ |
|  | André Besner                     | Coalition avenir   |
|  | Marc-Antoine Daneau              | Option nationale   |
|  | Henri-François Gautrin (sortant) | Libéral            |
|  | Jeffrey Mackie                   | Vert               |
|  | Chantale Michaud                 | Québec solidaire   |
|  | Philippe Refghi                  | Union citoyenne    |
|  | Thierry St-Cyr                   | Parti québécois    |
|  | Eileen Studd                     | Marxiste-léniniste |

|  | Nom                        | Parti            |
|  | -------------------------- | ---------------- |
|  | Gabriel Arbieto Munayco    | Parti québécois  |
|  | Simon-Pierre Bélanger      | Option nationale |
|  | Emmanuel Dubourg (sortant) | Libéral          |
|  | Geneviève Fortier-Moreau   | Québec solidaire |
|  | Walid Hadid                | Coalition avenir |
|  | Eric Perreault-Chamberland | Vert             |

|  | Nom                | Parti            |
|  | ------------------ | ---------------- |
|  | Pierre JC Allard   | Sans désignation |
|  | Marc-André Bahl    | Parti québécois  |
|  | Lisa Julie Cahn    | Vert             |
|  | Jacques Chagnon    | Libéral          |
|  | Mélissa Desjardins | Québec solidaire |
|  | Benoît Guérin      | Option nationale |
|  | Johnny Kairouz     | Coalition avenir |

## Outaouais
|  | Nom              | Parti              |
|  | ---------------- | ------------------ |
|  | Luc Angers       | Coalition avenir   |
|  | Marc Carrière    | Libéral            |
|  | Eid Harb         | Option nationale   |
|  | Jonathan Meijer  | Vert               |
|  | Yves Morin       | Parti québécois    |
|  | Benoit Renaud    | Québec solidaire   |
|  | Pierre Soublière | Marxiste-léniniste |

|  | Nom                       | Parti              |
|  | ------------------------- | ------------------ |
|  | Brandon Bolduc            | Vert               |
|  | Yvon Breton               | Marxiste-léniniste |
|  | Francis Da Silva-Casimiro | Québec solidaire   |
|  | Michel Halloran           | Coalition avenir   |
|  | Nicolas Lepage            | Option nationale   |
|  | Maude Tremblay            | Parti québécois    |
|  | Stéphanie Vallée          | Libéral            |

|  | Nom                    | Parti              |
|  | ---------------------- | ------------------ |
|  | Gilles Aubé            | Parti québécois    |
|  | Étienne Boulrice       | Coalition avenir   |
|  | Bill Clennett          | Québec solidaire   |
|  | Marc Fiset             | Parti nul          |
|  | Jozyam Ilsa Fontaine   | Vert               |
|  | Maryse Gaudreault      | Libéral            |
|  | Gabriel Girard Bernier | Marxiste-léniniste |
|  | Kamal Maghri           | Union citoyenne    |
|  | Mikaël St-Louis        | Option nationale   |

|  | Nom                   | Parti              |
|  | --------------------- | ------------------ |
|  | Jonathan Beauchamp    | Option nationale   |
|  | Alexandre Deschênes   | Marxiste-léniniste |
|  | Chantal Dubé          | Coalition avenir   |
|  | Christine Gagné       | Parti nul          |
|  | Katia Gagnon          | Québec solidaire   |
|  | Alexandre Iracà       | Libéral            |
|  | Mario Parent          | Indépendant        |
|  | Jean-François Primeau | Parti québécois    |

|  | Nom                      | Parti              |
|  | ------------------------ | ------------------ |
|  | Garry Bélair             | Vert               |
|  | Patrick Émard            | Option nationale   |
|  | Geneviève Gendron-Nadeau | Parti québécois    |
|  | André Laframboise        | Coalition avenir   |
|  | Louis Lang               | Marxiste-léniniste |
|  | Charlotte L'Écuyer       | Libéral            |
|  | Charmain Levy            | Québec solidaire   |

## Abitibi-Témiscamingue
|  | Nom                        | Parti            |
|  | -------------------------- | ---------------- |
|  | Sarah Charbonneau-Beaulieu | Québec solidaire |
|  | Pierre Corbeil (sortant)   | Libéral          |
|  | Samuel Dupras              | Coalition avenir |
|  | Élizabeth Larouche         | Parti québécois  |
|  | Yvette Poucachiche         | Vert             |
|  | Richard Trudel             | Option nationale |

|  | Nom                        | Parti            |
|  | -------------------------- | ---------------- |
|  | Ghislaine Camirand         | Québec solidaire |
|  | Sébastien D'Astous         | Coalition avenir |
|  | François Gendron (sortant) | Parti québécois  |
|  | Claude Nelson Morin        | Libéral          |
|  | Grégory Vézeau             | Option nationale |

|  | Nom                 | Parti            |
|  | ------------------- | ---------------- |
|  | Robert Bertrand     | Vert             |
|  | Gilles Chapadeau    | Parti québécois  |
|  | Bernard Flebus      | Coalition avenir |
|  | Guy Leclerc         | Québec solidaire |
|  | Sébastien-L. Pageon | Option nationale |
|  | Melissa Turgeon     | Libéral          |

## Côte-Nord
|  | Nom                        | Parti                  |
|  | -------------------------- | ---------------------- |
|  | Marc Fafard                | Coalition constituante |
|  | Gervais Gagné              | Coalition avenir       |
|  | Jacques Gélineau           | Québec solidaire       |
|  | Alain Magnan               | Indépendant            |
|  | Lise Pelletier             | Libéral                |
|  | Lorraine Richard (sortant) | Parti québécois        |
|  | Yan Rivard                 | Option nationale       |

|  | Nom                    | Parti            |
|  | ---------------------- | ---------------- |
|  | Dereck Blouin-Perry    | Coalition avenir |
|  | Maxime Cantin          | Option nationale |
|  | Pascal Chouinard       | Libéral          |
|  | Marjolain Dufour       | Parti québécois  |
|  | Julie Gonthier-Brazeau | Québec solidaire |

- Voir Ungava dans la section Nord-du-Québec

## Nord-du-Québec
- Voir Duplessis dans la section Côte-Nord

|  | Nom                      | Parti            |
|  | ------------------------ | ---------------- |
|  | Sylvain Couture          | Québec solidaire |
|  | Luc Ferland              | Parti québécois  |
|  | Dominic Hamelin-Johnston | Option nationale |
|  | Gérald Lemoyne           | Libéral          |
|  | Stéphane Robichaud       | Coalition avenir |

## Gaspésie–Îles-de-la-Madeleine
|  | Nom                     | Parti            |
|  | ----------------------- | ---------------- |
|  | Damien Arsenault        | Libéral          |
|  | Patricia Chartier       | Québec solidaire |
|  | Jean-Marc Landry        | Coalition avenir |
|  | Sylvain Roy             | Parti québécois  |
|  | Louis-Patrick St-Pierre | Option nationale |

|  | Nom               | Parti            |
|  | ----------------- | ---------------- |
|  | Yvan Blanchard    | Coalition avenir |
|  | Éric Boucher      | Québec solidaire |
|  | Frédérick DeRoy   | Option nationale |
|  | Gaétan Lelièvre   | Parti québécois  |
|  | Georges Mamelonet | Libéral          |

|  | Nom               | Parti            |
|  | ----------------- | ---------------- |
|  | Germain Chevarie  | Libéral          |
|  | Jonathan Godin    | Option nationale |
|  | Yvonne Langford   | Québec solidaire |
|  | Georges Painchaud | Coalition avenir |
|  | Jeannine Richard  | Parti québécois  |

## Chaudière-Appalaches
|  | Nom                       | Parti                  |
|  | ------------------------- | ---------------------- |
|  | Daniel Bizier             | Parti québécois        |
|  | Yv Bonnier Viger          | Québec solidaire       |
|  | Sébastien Drouin          | Conservateur           |
|  | Danielle Favreau          | Coalition constituante |
|  | Gwendoline Mathieu-Poulin | Vert                   |
|  | Benoît Roy                | Indépendant            |
|  | Jack Roy                  | Libéral                |
|  | André Spénard             | Coalition avenir       |
|  | Stéphane Trudel           | Option nationale       |

|  | Nom                   | Parti                   |
|  | --------------------- | ----------------------- |
|  | Robert Dutil          | Libéral                 |
|  | Robert Genesse        | Révolution démocratique |
|  | Jean Rhéaume          | Indépendant             |
|  | Vanessa Roy           | Option nationale        |
|  | Richard Savoie        | Coalition avenir        |
|  | Marie-Claude Verville | Québec solidaire        |
|  | Luc Villeneuve        | Parti québécois         |

|  | Nom                | Parti              |
|  | ------------------ | ------------------ |
|  | Patrice Aubin      | Classe moyenne     |
|  | Linda Beaudoin     | Conservateur       |
|  | Benoit Comeau      | Québec solidaire   |
|  | Christine Lavoie   | Unité nationale    |
|  | Christian Lévesque | Coalition avenir   |
|  | Clément Pouliot    | Parti québécois    |
|  | Sébastien Ruel     | Équipe autonomiste |
|  | Dominique Vien     | Libéral            |

|  | Nom             | Parti            |
|  | --------------- | ---------------- |
|  | Renaud Grégoire | Conservateur     |
|  | Eveline Gueppe  | Québec solidaire |
|  | Daniel Lachance | Parti québécois  |
|  | Marielle Parent | Vert             |
|  | Marc Picard     | Coalition avenir |
|  | Réal St-Laurent | Libéral          |

- Voir Kamouraska-Témiscouata dans la section Bas-Saint-Laurent

|  | Nom                   | Parti              |
|  | --------------------- | ------------------ |
|  | Paul Biron            | Unité nationale    |
|  | Christian Dubé        | Coalition avenir   |
|  | Nathaly Dufour        | Option nationale   |
|  | Valérie C. Guilloteau | Québec solidaire   |
|  | Luc Harvey            | Conservateur       |
|  | Stéphane Labrie       | Parti québécois    |
|  | Gilles Lehouillier    | Libéral            |
|  | Carl Michaud          | Équipe autonomiste |
|  | Yvan Rodrigue         | Parti équitable    |
|  | Patrick Vallières     | Classe moyenne     |

|  | Nom                       | Parti            |
|  | ------------------------- | ---------------- |
|  | Martin Caron              | Coalition avenir |
|  | Laurent Lessard           | Libéral          |
|  | Kaven Mathieu             | Parti québécois  |
|  | Marie-Christine Rochefort | Québec solidaire |

## Laval
|  | Nom                  | Parti            |
|  | -------------------- | ---------------- |
|  | Francine Bellerose   | Québec solidaire |
|  | Jean Cooke           | Parti québécois  |
|  | Kamal Germanos Lutfi | Indépendant      |
|  | Guy Ouellette        | Libéral          |
|  | Marielle Potvin      | Coalition avenir |
|  | Patrick Simard       | Option nationale |
|  | Stéphanie Stevenson  | Vert             |

|  | Nom                      | Parti            |
|  | ------------------------ | ---------------- |
|  | Dominique Anglade        | Coalition avenir |
|  | Wilfried Cordeau         | Québec solidaire |
|  | Bruno Forget             | Option nationale |
|  | Jean-François Lepage     | Vert             |
|  | Philippe Mayrand         | Indépendant      |
|  | Gilles Ouimet            | Libéral          |
|  | François-Gycelain Rocque | Parti québécois  |

|  | Nom                   | Parti                  |
|  | --------------------- | ---------------------- |
|  | Léo Bureau-Blouin     | Parti québécois        |
|  | Monique Chartrand     | Coalition constituante |
|  | Maud Cohen            | Coalition avenir       |
|  | Lawrence Côté-Collins | Option nationale       |
|  | Carl Desmarais        | Vert                   |
|  | Sylvie Des Rochers    | Québec solidaire       |
|  | Alain Paquet          | Libéral                |

|  | Nom                  | Parti            |
|  | -------------------- | ---------------- |
|  | Nicole Bellerose     | Québec solidaire |
|  | Robert Carrier       | Parti québécois  |
|  | Francine Charbonneau | Libéral          |
|  | Régent Millette      | Indépendant      |
|  | Henrico Negro        | Vert             |
|  | Jean Prud’homme      | Coalition avenir |
|  | Alain Senécal        | Option nationale |
|  | Carlos Silva         | Union citoyenne  |

|  | Nom                   | Parti            |
|  | --------------------- | ---------------- |
|  | Geneviève April       | Libéral          |
|  | Nicolas Chatel-Launay | Québec solidaire |
|  | Sylvain Fortin        | Option nationale |
|  | François Gaudreau     | Coalition avenir |
|  | Ioan-Adrian Hancu     | Indépendant      |
|  | Suzanne Proulx        | Parti québécois  |

|  | Nom                | Parti            |
|  | ------------------ | ---------------- |
|  | Jean-Marc Boyer    | Indépendant      |
|  | Catherine Houbart  | Option nationale |
|  | David Lanneville   | Québec solidaire |
|  | Alain Robert       | Conservateur     |
|  | Jean Rousselle     | Libéral          |
|  | Christopher Skeete | Coalition avenir |
|  | Linda Tousignant   | Parti québécois  |

## Lanaudière
|  | Nom               | Parti                  |
|  | ----------------- | ---------------------- |
|  | Pierre Baril      | Coalition constituante |
|  | Louise Beaudry    | Québec solidaire       |
|  | François Benjamin | Coalition avenir       |
|  | Raymond Guay      | Option nationale       |
|  | Catherine Haulard | Libéral                |
|  | Dany Ouellet      | Vert                   |
|  | André Villeneuve  | Parti québécois        |

- Voir Bertrand dans la section Laurentides

|  | Nom                    | Parti            |
|  | ---------------------- | ---------------- |
|  | Pascal Beaupré         | Libéral          |
|  | Mikey Colangelo Lauzon | Conservateur     |
|  | Jean-Mathieu Desmarais | Indépendant      |
|  | Amélie Dolbec          | Option nationale |
|  | Véronique Hivon        | Parti québécois  |
|  | Normand Masse          | Coalition avenir |
|  | Michel Thouin          | Union citoyenne  |
|  | Flavie Trudel          | Québec solidaire |

|  | Nom              | Parti            |
|  | ---------------- | ---------------- |
|  | Sylvain Fournier | Québec solidaire |
|  | Lise Hébert      | Libéral          |
|  | Christine Lebel  | Vert             |
|  | François Legault | Coalition avenir |
|  | Evelyne Marcil   | Option nationale |
|  | Lizabel Nitoi    | Parti québécois  |

|  | Nom                | Parti                  |
|  | ------------------ | ---------------------- |
|  | Samuel Bergeron    | Option nationale       |
|  | Christian Gauthier | Coalition avenir       |
|  | Diane Hamelin      | Parti québécois        |
|  | Michel Paulette    | Vert                   |
|  | Suzanne Rathé      | Libéral                |
|  | Jacinthe Sabourin  | Québec solidaire       |
|  | Adam Stohl         | Coalition constituante |

|  | Nom                 | Parti            |
|  | ------------------- | ---------------- |
|  | Olivier Huard       | Québec solidaire |
|  | Anne-Marie Labrosse | Option nationale |
|  | Chantal Longpré     | Coalition avenir |
|  | Scott McKay         | Parti québécois  |
|  | Marc Thompson       | Libéral          |

|  | Nom                | Parti                        |
|  | ------------------ | ---------------------------- |
|  | Robert Boucher     | Indépendant                  |
|  | Gilles Chapdeleine | Option nationale             |
|  | Laurence R. Fortin | Coalition avenir             |
|  | François Lépine    | Québec solidaire             |
|  | Nicolas Marceau    | Parti québécois              |
|  | André Matteau      | Parti indépendantiste (2008) |
|  | Mario Racette      | Libéral                      |

|  | Nom                 | Parti                  |
|  | ------------------- | ---------------------- |
|  | Gaétan Barrette     | Coalition avenir       |
|  | Benoit Carignan     | Vert                   |
|  | Marc-André Dénommée | Option nationale       |
|  | Patrick Dubé        | Coalition constituante |
|  | Josée Gingras       | Libéral                |
|  | Yan Smith           | Québec solidaire       |
|  | Mathieu Traversy    | Parti québécois        |

## Laurentides
|  | Nom               | Parti            |
|  | ----------------- | ---------------- |
|  | Mario Laframboise | Coalition avenir |
|  | Stephen Matthews  | Vert             |
|  | Lise Proulx       | Libéral          |
|  | Roland Richer     | Parti québécois  |
|  | Patrick Sabourin  | Option nationale |
|  | Yvan Zanetti      | Québec solidaire |

|  | Nom                    | Parti                  |
|  | ---------------------- | ---------------------- |
|  | Lise Boivin            | Québec solidaire       |
|  | Claude Cousineau       | Parti québécois        |
|  | Patrick Dubé           | Coalition constituante |
|  | Samuelle Ducrocq-Henry | Option nationale       |
|  | Jean-Marc Lacoste      | Coalition avenir       |
|  | Yannick Ouellette      | Libéral                |
|  | Marc St-Germain        | Vert                   |

|  | Nom                | Parti                        |
|  | ------------------ | ---------------------------- |
|  | Yan Bégin          | Parti indépendantiste (2008) |
|  | Christian Bélanger | Option nationale             |
|  | Étienne Ferland    | Québec solidaire             |
|  | Bernard Généreux   | Parti québécois              |
|  | Joao Neves         | Libéral                      |
|  | Daniel Ratthé      | Coalition avenir             |
|  | Michel Sigouin     | Vert                         |

|  | Nom              | Parti            |
|  | ---------------- | ---------------- |
|  | Princess Brooks  | Vert             |
|  | Benoit Charette  | Coalition avenir |
|  | Normand Godon    | Québec solidaire |
|  | Daniel Goyer     | Parti québécois  |
|  | Stéphanie Ménard | Libéral          |
|  | Wilson Ortiz     | Option nationale |

|  | Nom                 | Parti            |
|  | ------------------- | ---------------- |
|  | Raymond Archambault | Parti québécois  |
|  | Hélène Daneault     | Coalition avenir |
|  | Sylvie Giguère      | Québec solidaire |
|  | Linda Lapointe      | Libéral          |
|  | Alain Marginean     | Option nationale |
|  | Alex Munteanu       | Indépendant      |
|  | Alec Ware           | Vert             |

|  | Nom                | Parti            |
|  | ------------------ | ---------------- |
|  | François Beauchamp | Vert             |
|  | Vicki Emard        | Libéral          |
|  | Simon Marcil       | Option nationale |
|  | Robert Milot       | Coalition avenir |
|  | Sylvain Pagé       | Parti québécois  |
|  | Normand St-Amour   | Québec solidaire |

|  | Nom                   | Parti            |
|  | --------------------- | ---------------- |
|  | Denise Beaudoin       | Parti québécois  |
|  | Ismaël Boisvert       | Libéral          |
|  | Sylvie D'Amours       | Coalition avenir |
|  | Eric Emond            | Indépendant      |
|  | Mylène Jaccoud        | Québec solidaire |
|  | Jean-François Pouliot | Option nationale |

|  | Nom                     | Parti            |
|  | ----------------------- | ---------------- |
|  | Olivier Adam            | Vert             |
|  | Julien Benca            | Option nationale |
|  | Marc Bustamante         | Libéral          |
|  | Jacques Duchesneau      | Coalition avenir |
|  | Vincent Lemay-Thivierge | Québec solidaire |
|  | Gilles Robert           | Parti québécois  |

- Voir Rousseau dans la section Lanaudière

## Montérégie
|  | Nom                       | Parti            |
|  | ------------------------- | ---------------- |
|  | Bruno Auclair             | Vert             |
|  | Matthieu Bonin            | Indépendant      |
|  | Michel Drouin             | Coalition avenir |
|  | Sylvain Larocque          | Sans désignation |
|  | Guy Leclair               | Parti québécois  |
|  | Lyse Lemieux              | Libéral          |
|  | Lynne Mimeault            | Conservateur     |
|  | Jérémie Poupart Montpetit | Option nationale |
|  | Pierre-Paul St-Onge       | Québec solidaire |

|  | Nom                   | Parti                        |
|  | --------------------- | ---------------------------- |
|  | Conrad Deschênes      | Libéral                      |
|  | Pierre Duchesne       | Parti québécois              |
|  | Martin Dulac          | Option nationale             |
|  | Emmanuelle Géhin      | Coalition avenir             |
|  | Mary Harper           | Vert                         |
|  | Michel Lepage         | Parti indépendantiste (2008) |
|  | Jean-François Lessard | Québec solidaire             |

- Voir Brome-Missisquoi dans la section Estrie

|  | Nom                          | Parti            |
|  | ---------------------------- | ---------------- |
|  | Martin Laramée               | Option nationale |
|  | Nicholas Lescarbeau          | Vert             |
|  | Daniel Nicol                 | Conservateur     |
|  | Anne Poussard                | Québec solidaire |
|  | Bertrand St-Arnaud (sortant) | Parti québécois  |
|  | Julie Tremblay               | Libéral          |
|  | Martin Trudeau               | Coalition avenir |

|  | Nom                     | Parti            |
|  | ----------------------- | ---------------- |
|  | Denis Côté              | Vert             |
|  | Nicolas Dionne          | Option nationale |
|  | Xavier P.-Laberge       | Québec solidaire |
|  | Denis Leftakis          | Coalition avenir |
|  | Pierre Moreau (sortant) | Libéral          |
|  | Jean-Paul Pellerin      | Conservateur     |
|  | Maryse Perreault        | Parti québécois  |

|  | Nom                | Parti                  |
|  | ------------------ | ---------------------- |
|  | Jocelyn Beaudoin   | Option nationale       |
|  | Éric Bédard        | Québec solidaire       |
|  | François Bonnardel | Coalition avenir       |
|  | Stéphane Deschamps | Parti nul              |
|  | Stéphane Gagné     | Conservateur           |
|  | Guy Gaudord        | Libéral                |
|  | Luc Perron         | Parti québécois        |
|  | Francine St-Onge   | Coalition constituante |

|  | Nom                         | Parti                  |
|  | --------------------------- | ---------------------- |
|  | Gaétan Arel                 | Parti québécois        |
|  | Stéphane Billette (sortant) | Libéral                |
|  | Antoine-Marie Bourdon       | Coalition constituante |
|  | Maxime Collette             | Conservateur           |
|  | Steven Gomory               | Union citoyenne        |
|  | Claire IsaBelle             | Coalition avenir       |
|  | Carmen Labelle              | Québec solidaire       |
|  | Éric Paré                   | Option nationale       |
|  | Nicholas Roach              | Vert                   |

|  | Nom                     | Parti            |
|  | ----------------------- | ---------------- |
|  | Marie-France Allard     | Vert             |
|  | Marie Bouillé (sortant) | Parti québécois  |
|  | Claude Chagnon          | Option nationale |
|  | Alain Ménard            | Libéral          |
|  | Myriam-Zaa Normandin    | Québec solidaire |
|  | Claire Samson           | Coalition avenir |

|  | Nom                              | Parti            |
|  | -------------------------------- | ---------------- |
|  | Yves-François Blanchet (sortant) | Parti québécois  |
|  | Nancy Boyce                      | Libéral          |
|  | Julie Dionne                     | Québec solidaire |
|  | Stéphane Legault                 | Coalition avenir |
|  | Steve Lemay                      | Option nationale |
|  | Benoit Lussier                   | Conservateur     |

|  | Nom                          | Parti              |
|  | ---------------------------- | ------------------ |
|  | Marc-André Beauchemin        | Vert               |
|  | Johane Beaupré               | Québec solidaire   |
|  | Claude Chalhoub              | Conservateur       |
|  | Sean Connolly-Boutin         | Union citoyenne    |
|  | Fatima Houda-Pepin (sortant) | Libéral            |
|  | Mylaine Larocque             | Option nationale   |
|  | François Lemay               | Coalition avenir   |
|  | Serge Patenaude              | Marxiste-léniniste |
|  | Pierre O. Thibert            | Parti québécois    |

|  | Nom                     | Parti            |
|  | ----------------------- | ---------------- |
|  | Simon Bélanger          | Parti québécois  |
|  | Linda Dupuis            | Option nationale |
|  | Camil Lambert           | Conservateur     |
|  | Donald LeBlanc          | Coalition avenir |
|  | Nicole Ménard (sortant) | Libéral          |
|  | Michèle St-Denis        | Québec solidaire |

|  | Nom                    | Parti                  |
|  | ---------------------- | ---------------------- |
|  | Normand Chouinard      | Marxiste-léniniste     |
|  | Jean-Pierre Gouin      | Option nationale       |
|  | Adrian Ahsly Gutierrez | Coalition constituante |
|  | Pierre Langlois        | Parti québécois        |
|  | Stéphane Le Bouyonnec  | Coalition avenir       |
|  | Kevin Murphy           | Vert                   |
|  | Yohan Perron           | Québec solidaire       |
|  | Lucie F. Roussel       | Libéral                |
|  | Monique Roy-Verville   | Conservateur           |

|  | Nom                          | Parti                        |
|  | ---------------------------- | ---------------------------- |
|  | Jean Baillargeon             | Coalition constituante       |
|  | Olivier Chauvin              | Option nationale             |
|  | Farida Chemmakh              | Libéral                      |
|  | Bernard Drainville (sortant) | Parti québécois              |
|  | Simon Jolin-Barrette         | Coalition avenir             |
|  | Carl Lévesque                | Québec solidaire             |
|  | Yves Ménard                  | Parti indépendantiste (2008) |
|  | Mathieu Yargeau              | Vert                         |

|  | Nom                       | Parti            |
|  | ------------------------- | ---------------- |
|  | David Fortin Côté         | Québec solidaire |
|  | Nicole Girard             | Libéral          |
|  | Luc Lapierre-Pelletier    | Option nationale |
|  | Claude Leclair            | Conservateur     |
|  | Monique Richard (sortant) | Parti québécois  |
|  | Dominique Robitaille      | Vert             |
|  | Nathalie Roy              | Coalition avenir |

- Voir Nicolet-Yamaska dans la section Centre-du-Québec

|  | Nom                | Parti            |
|  | ------------------ | ---------------- |
|  | Jean-Bernard Émond | Coalition avenir |
|  | Marie-Ève Mathieu  | Québec solidaire |
|  | Alain Plante       | Libéral          |
|  | Michaël Rocheleau  | Option nationale |
|  | Élaine Zakaïb      | Parti québécois  |

|  | Nom                         | Parti              |
|  | --------------------------- | ------------------ |
|  | Louise Arpin                | Libéral            |
|  | Alexandre Bruneau           | Équipe autonomiste |
|  | Thomas Gagné                | Union citoyenne    |
|  | Lise Gaudette               | Unité nationale    |
|  | Richard Gingras             | Québec solidaire   |
|  | Isabelle Leclerc            | Conservateur       |
|  | Émilien Pelletier (sortant) | Parti québécois    |
|  | Pierre Schetagne            | Coalition avenir   |
|  | Jérôme St-Amand             | Option nationale   |

|  | Nom                     | Parti                        |
|  | ----------------------- | ---------------------------- |
|  | Yvon Sylva Aubé         | Parti indépendantiste (2008) |
|  | Yvan Berthelot          | Coalition avenir             |
|  | Carmyn Girard           | Conservateur                 |
|  | Félix Lemaire           | Option nationale             |
|  | Carole Lusignan         | Québec solidaire             |
|  | François Mailly         | Union citoyenne              |
|  | Martin Massé            | Libéral                      |
|  | Dave Turcotte (sortant) | Parti québécois              |

|  | Nom              | Parti              |
|  | ---------------- | ------------------ |
|  | Jocelyne Bates   | Libéral            |
|  | Hélène Héroux    | Marxiste-léniniste |
|  | André Martel     | Conservateur       |
|  | Martin Mc Neil   | Indépendant        |
|  | Frédéric Nadeau  | Québec solidaire   |
|  | François Rebello | Coalition avenir   |
|  | Keven Rousseau   | Option nationale   |
|  | Alain Therrien   | Parti québécois    |

|  | Nom                        | Parti            |
|  | -------------------------- | ---------------- |
|  | Andrée Bessette            | Québec solidaire |
|  | André Bouthillier          | Parti québécois  |
|  | Lucie Charlebois (sortant) | Libéral          |
|  | Patricia Domingos          | Indépendant      |
|  | Mario Gagnier              | Coalition avenir |
|  | Frédéric Roy               | Option nationale |

|  | Nom                          | Parti                  |
|  | ---------------------------- | ---------------------- |
|  | Julien-Alexandre Bilodeau    | Option nationale       |
|  | Manon Blanchard              | Québec solidaire       |
|  | Pierre Cimoné                | Coalition avenir       |
|  | Normand Fournier             | Marxiste-léniniste     |
|  | Carole Mainville Bériault    | Vert                   |
|  | Marie Malavoy (sortant)      | Parti québécois        |
|  | Marie-Noelle Mondoux-Lemoine | Coalition constituante |
|  | Robert Morin                 | Indépendant            |
|  | Marie-Ève Pelletier          | Libéral                |

|  | Nom                       | Parti                  |
|  | ------------------------- | ---------------------- |
|  | Pierre-André Beauchemin   | Vert                   |
|  | Sylvain Gauthier          | Option nationale       |
|  | Marc Joseph               | Coalition constituante |
|  | Linda Langlois Saulnier   | Libéral                |
|  | Martine Ouellet (sortant) | Parti québécois        |
|  | Jean-François Roberge     | Coalition avenir       |
|  | Sébastien Robert          | Québec solidaire       |

|  | Nom                    | Parti            |
|  | ---------------------- | ---------------- |
|  | Julien Bédard          | Option nationale |
|  | Kim Comeau             | Parti québécois  |
|  | Julien Leclerc         | Vert             |
|  | Martin Legault         | Coalition avenir |
|  | Yvon Marcoux (sortant) | Libéral          |
|  | Étienne Ouellet        | Union citoyenne  |
|  | Marc-André Pilon       | Québec solidaire |

|  | Nom                         | Parti                  |
|  | --------------------------- | ---------------------- |
|  | Stéphane Bergeron (sortant) | Parti québécois        |
|  | Mario Geoffrion             | Coalition constituante |
|  | Diane Massicotte            | Option nationale       |
|  | Chantal Soucy               | Coalition avenir       |
|  | Maxime St-Onge              | Libéral                |
|  | Steven Terranova            | Indépendant            |
|  | Marie-Thérèse Toutant       | Québec solidaire       |

## Centre-du-Québec
|  | Nom                      | Parti            |
|  | ------------------------ | ---------------- |
|  | Claude Bachand (sortant) | Libéral          |
|  | François Fillion         | Vert             |
|  | Eric Lafontaine          | Union citoyenne  |
|  | Jean Landry              | Indépendant      |
|  | Lucie LeBrun             | Parti québécois  |
|  | Christine Letendre       | Québec solidaire |
|  | Rémi Marineau            | Option nationale |
|  | Sylvie Roy               | Coalition avenir |

|  | Nom                    | Parti            |
|  | ---------------------- | ---------------- |
|  | Martin Allard          | Option nationale |
|  | Marie Désilets         | Libéral          |
|  | Robert Dufour          | Unité nationale  |
|  | Pierre Hébert          | Indépendant      |
|  | Annie Jean             | Parti québécois  |
|  | François Picard        | Conservateur     |
|  | Sébastien Schneeberger | Coalition avenir |
|  | Francis Soulard        | Québec solidaire |

- Pour Johnson voir la section sur la Montégérie

- Pour Lotbinière-Frontenac voir la section sur la Chaudière-Appalaches

|  | Nom                 | Parti            |
|  | ------------------- | ---------------- |
|  | Jean-Martin Aussant | Option nationale |
|  | Mathieu Benoit      | Conservateur     |
|  | Marc Descôteaux     | Libéral          |
|  | Donald Martel       | Coalition avenir |
|  | Gilles Mayrand      | Parti québécois  |

|  | Nom                    | Parti                  |
|  | ---------------------- | ---------------------- |
|  | Étienne-Alexis Boucher | Parti québécois        |
|  | Nick Fonda             | Vert                   |
|  | Jean-Sébastien Lamothe | Option nationale       |
|  | Colombe Landry         | Québec solidaire       |
|  | Marie-Soleil Perron    | Coalition avenir       |
|  | Karine Vallières       | Libéral                |
|  | Danielle Voisard       | Coalition constituante |